# Sam Hauser
Samuel David "Sam" Hauser (Green Bay, Wisconsin; 8 de diciembre de 1997) es un jugador de baloncesto estadounidense que pertenece a la plantilla de los Boston Celtics de la NBA. Con 2,01 metros de estatura, juega en la posición de alero.

## Trayectoria deportiva

### Instituto
Sam asistió al instituto Stevens Point Area Senior High School (SPASH) en Stevens Point (Wisconsin). Allí jugó al golf y al fútbol americano. Comenzó también con el baloncesto, donde su padre, Dave, era asistente técnico, y su hermano pequeño, Joey, fue su compañero en sus dos últimos años. En su año júnior, promedió 18 puntos y 7,5 rebotes, ayudando al equipo a conseguir un récord de 27–1 y conseguir el título estatal de la Division 1, anotando 25 puntos en la final ante el instituto Germantown High School.
En su año sénior, lideró al instituto a completar la temporada imbatido y conseguir su segundo título estatal consecutivo. Sam promedió 18,2 puntos y 6,7 rebotes y fue nombrado Wisconsin Gatorade Player of the Year y compartió el Wisconsin Mr. Basketball junto con su compañero Trevor Anderson.
En mayo de 2015 se decantó por la Universidad de Marquette por delante de otras ofertas educativas como Virginia, Iowa State o Creighton.

### Universidad

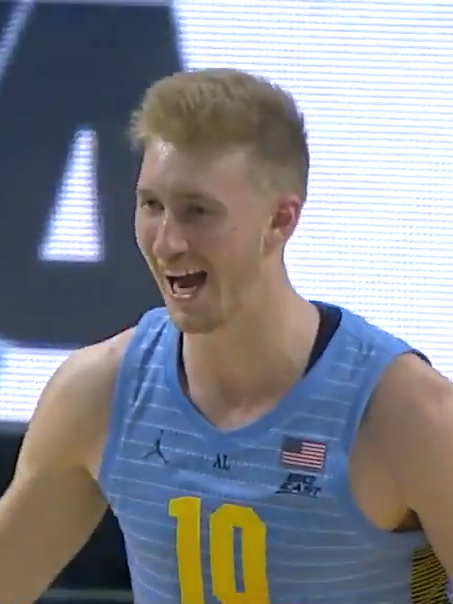
Hauser con Marquette en 2019.

Jugó tres temporadas con los Golden Eagles de la Universidad Marquette, en las que promedió 12,7 puntos, 6 rebotes y 2,2 Asistencias por partido. En su tercera temporada, Después de promediar 14,9 puntos, 7,2 rebotes y 2,4 asistencias por partido, Hauser fue nombrado miembro del segundo mejor quinteto de la Big East Conference. Después de la temporada, anunció que sería transferido de Marquette para tratar de encontrar un "mejor ajuste".
El 28 de mayo de 2019 se comprometió a seguir su carrera en los Cavaliers de la Universidad de Virginia, donde tras el año en blanco que imponía la NCAA, jugó una temporada, promediando 16 puntos y 6,8 rebotes por partido. Acabó incluido en el mejor quinteto de la Atlantic Coast Conference y recibiendo una mención honorífica por parte de Associated Press en los All-American.

#### Estadísticas
| Año     | Equipo    | PJ       | PT       | MPP      | %TC      | %3P      | %TL      | RPP      | APP      | ROB      | TPP      | PPP      |
| ------- | --------- | -------- | -------- | -------- | -------- | -------- | -------- | -------- | -------- | -------- | -------- | -------- |
| 2016–17 | Marquette | 32       | 28       | 26.5     | .473     | .453     | .828     | 5.0      | 1.3      | .8       | .6       | 8.8      |
| 2017–18 | Marquette | 35       | 35       | 32.6     | .499     | .487     | .836     | 5.7      | 2.9      | 1.0      | .5       | 14.1     |
| 2018–19 | Marquette | 34       | 33       | 33.4     | .459     | .402     | .924     | 7.2      | 2.4      | .6       | .5       | 14.9     |
| 2019–20 | Virginia  | Redshirt | Redshirt | Redshirt | Redshirt | Redshirt | Redshirt | Redshirt | Redshirt | Redshirt | Redshirt | Redshirt |
| 2020–21 | Virginia  | 25       | 25       | 34.2     | .503     | .417     | .896     | 6.8      | 1.8      | .6       | .4       | 16.0     |
| Total   | Total     | 126      | 121      | 31.6     | .483     | .439     | .880     | 6.1      | 2.1      | .8       | .5       | 13.3     |

### Profesional
Tras no ser elegido en el Draft de la NBA de 2021, el 8 de agosto firmó un contrato dual con los Boston Celtics que le permite jugar también en el filial de la G League, los Maine Celtics. El 11 de febrero de 2022, consigue un contrato estándar, y el 3 de julio, tras su primera temporada de 33 encuentros (7 de ellos playoffs) con el primer requipo, acuerda una extensión de contrato con los Celtics por 3 años.
El 17 de junio de 2024 se convierte en campeón de la NBA tras la victoria de Boston en las Finales a Dallas Mavericks (4-1).

## Estadísticas de su carrera en la NBA
|  | Denota temporadas en las que fue Campeón de la NBA |

### Temporada regular
| Año     | Equipo | PJ  | PT | MPP  | %TC  | %3P  | %TL  | RPP | APP | ROB | TPP | PPP |
| ------- | ------ | --- | -- | ---- | ---- | ---- | ---- | --- | --- | --- | --- | --- |
| 2021-22 | Boston | 26  | 0  | 6.1  | .460 | .432 | —    | 1.1 | .4  | .0  | .1  | 2.5 |
| 2022-23 | Boston | 80  | 8  | 16.1 | .455 | .418 | .706 | 2.6 | .9  | .4  | .3  | 6.4 |
| 2023-24 | Boston | 79  | 13 | 22.0 | .446 | .424 | .895 | 3.5 | 1.0 | .5  | .3  | 9.0 |
| Total   | Total  | 185 | 21 | 17.2 | .450 | .422 | .806 | 2.8 | .9  | .4  | .3  | 7.0 |

### Playoffs
| Año   | Equipo | PJ | PT | MPP  | %TC  | %3P  | %TL   | RPP | APP | ROB | TPP | PPP |
| ----- | ------ | -- | -- | ---- | ---- | ---- | ----- | --- | --- | --- | --- | --- |
| 2022  | Boston | 7  | 0  | 2.1  | .250 | .333 | 1.000 | .1  | .3  | .0  | .0  | .7  |
| 2023  | Boston | 15 | 0  | 6.9  | .345 | .333 | 1.000 | 1.1 | .3  | .1  | .1  | 2.0 |
| 2024  | Boston | 19 | 0  | 14.9 | .429 | .380 | 1.000 | 2.2 | .6  | .3  | .2  | 5.4 |
| Total | Total  | 41 | 0  | 9.8  | .402 | .367 | 1.000 | 1.5 | .4  | .1  | .1  | 3.4 |